# 阿纳托利·利西岑
阿纳托利·伊万诺维奇·利西岑（羅馬化：Anatoliy Ivanovich Lisitsyn；1947年6月26日—）俄罗斯政治家，首任雅罗斯拉夫尔州州长。

## 早年生活
阿纳托利·利西岑于1947年6月26日出生于现代特维尔州松科夫区的大斯缅基。1963年，他在雷宾斯克的“Svoboda”家具厂找到了一份工作。 1965-66 年，他在驻德苏军集团的苏联空军服役。1977年，他毕业于列宁格勒林业学院，五年后成为“Svoboda”的导演。